# Pablo Laso
Pablo Laso Biurrún (ur. 13 października 1967 w Vitorii) – hiszpański koszykarz, występujący na pozycji rozgrywającego, reprezentant kraju, po zakończeniu kariery zawodniczej – trener koszykarski, obecnie szkoleniowiec Realu Madryt.
Przed rozpoczęciem kariery trenerskiej, czynnie zajmował się koszykówką. Na hiszpańskich parkietach występował na pozycji rozgrywającego. Mimo niewielkiego wzrostu (178 cm), może poszczycić się wieloma wspaniałymi osiągnięciami indywidualnymi, np. 17378 minut na ligowych parkietach, 654 mecze, 2896 asyst, 1219 przechwytów. W reprezentacji narodowej rozegrał 61 spotkań.

## Osiągnięcia
Na podstawie, o ile nie zaznaczono inaczej.

### Zawodnicze
Drużynowe
- Wicemistrz Hiszpanii (1997)
- Zdobywca pucharu:
  - Saporty (1997)
  - Hiszpanii (1995)
- Finalista pucharu:
  - Europy FIBA (późniejszy Puchar Saporty – 1994, 1995)
  - Hiszpanii (1994)
  - Księcia Asturii (1985)

Indywidualnie
- MVP pucharu Hiszpanii (1995)
- Uczestnik meczu gwiazd ACB (1990, 1991)
- Lider wszech czasów ligi hiszpańskiej w:
  - asystach
  - przechwytach

Reprezentacja
- Wicemistrz igrzysk śródziemnomorskich (1987)
- Uczestnik:
  - mistrzostw:
    - świata (1994 – 10. miejsce)
    - Europy:
      - 1989 – 5. miejsce, 1995 – 6. miejsce
      - U–18 (1986 – 5. miejsce)

### Kariera trenerska
Drużynowe
- Mistrzostwo:
  - Euroligi (2015, 2018)
  - Pucharu Interkontynentalnego (2015)
  - Hiszpanii (2013, 2015, 2016, 2018, 2019)
- Puchar Hiszpanii (2012, 2014, 2015, 2016, 2017)
- Wicemistrzostwo:
  - Euroligi (2013, 2014)
  - Hiszpanii (2012, 2014, 2017)
  - II ligi hiszpańskiej (LEB Oro – 2008)
- 3. miejsce w Eurolidze (2019)
- 4. miejsce w Eurolidze (2017)
- Superpuchar Hiszpanii (2012, 2013, 2014, 2018)
- Finał pucharu:
  - Hiszpanii (2018, 2019)
  - Księżniczki Asturii (2007)
- Awans do Ligi ACB (2008)

Indywidualnie
- Najlepszy hiszpański Trener Roku wg AEEB (2013, 2015, 2016, 2018)
- Trener Roku:
  - Euroligi (2015, 2018)
  - ligi ACB (2013–2015, 2018)